# NHL:s amatördraft 1964
NHL:s amatördraft 1964 hölls på Queen Elisabeth Hotel i Montréal i Québec, Kanada.

## Förstarundan
| Nr | Spelare         | Draftad av          | Position | Dåvarande klubb          | Liga/Land |
| 1  | Claude Gauthier | Detroit Red Wings   | ?        | Rosemount Midgets        | ?         |
| 2  | Alex Campbell   | Boston Bruins       | HF       | Strathroy Midgets        | ?         |
| 3  | Bob Graham      | New York Rangers    | ?        | Toronto Marlboro Midgets | ?         |
| 4  | Richie Bayes    | Chicago Blackhawks  | C        | Dixie Midgets            | ?         |
| 5  | Tom Martin      | Toronto Maple Leafs | HF       | Toronto Marlboro Midgets | ?         |
| 6  | Claude Chagnon  | Montreal Canadiens  | ?        | Rosemount Midgets        | ?         |

## Andrarundan
| Nr | Spelare        | Draftad av          | Position | Dåvarande klubb          | Liga/Land |
| 7  | Brian Watts    | Detroit Red Wings   | VF       | Toronto Marlboro Midgets | ?         |
| 8  | Jim Booth      | Boston Bruins       | C        | Sault Ste. Marie Midgets | ?         |
| 9  | Tim Ecclestone | New York Rangers    | HF       | Etobicoke Jr. B          | ?         |
| 10 | Jan Popiel     | Chicago Blackhawks  | VF       | Georgetown Midgets       | ?         |
| 11 | Dave Cotey     | Toronto Maple Leafs | ?        | Aurora Jr. C             | ?         |
| 12 | Guy Allen      | Montreal Canadiens  | B        | Stamford Jr. B           | ?         |

## Tredjerundan
| Nr | Spelare        | Draftad av          | Position | Dåvarande klubb             | Liga/Land |
| 13 | Ralph Buchanan | Detroit Red Wings   | B        | Montreal East Intermediates | ?         |
| 14 | Ken Dryden     | Boston Bruins       | MV       | Etobicoke Jr. B             | ?         |
| 15 | Gordon Lowe    | New York Rangers    | ?        | Toronto Marlboro Midgets    | ?         |
| 16 | Carl Hadfield  | Chicago Blackhawks  | ?        | Dixie Jr. B                 | ?         |
| 17 | Mike Pelyk     | Toronto Maple Leafs | B        | Toronto Marlboro Midgets    | ?         |
| 18 | Paul Reid      | Montreal Canadiens  | ?        | Kingston Midgets            | ?         |

## Fjärderundan
| Nr | Spelare        | Draftad av          | Position | Dåvarande klubb   | Liga/Land |
| 19 | Rene LeClerc   | Detroit Red Wings   | C        | Hamilton Jr. B    | ?         |
| 20 | Blair Allister | Boston Bruins       | ?        | Ingersoll Jr. B   | ?         |
| 21 | Syl Apps       | New York Rangers    | C        | Kingston Midgets  | ?         |
| 22 | Moe L'Abbe     | Chicago Blackhawks  | C        | Rosemount Midgets | ?         |
| 23 | Jim Dorey      | Toronto Maple Leafs | D        | Stamford Jr. B    | ?         |
| 24 | Michel Jacques | Montreal Canadiens  | VF       | Megantic Jr. B    | ?         |